# Cape Dolphin
Cape Dolphin är en udde i territoriet Falklandsöarna (Storbritannien). Den ligger i den norra delen av ögruppen, 90 km nordväst om huvudstaden Stanley.